# Peter Wilhelm Behrends

Peter Wilhelm Behrends

Peter Wilhelm Behrends (* 27. Juli 1773 in Neuhaldensleben; † 27. Oktober 1854 in Alvensleben) war ein evangelischer Pfarrer, Kirchen- und Lokalhistoriker.
Behrends war Begründer des Ludgeri Vereins, Mitglied im Thüringisch-Sächsischen Verein zur Erforschung des vaterländischen Altertums u. Erhaltung seiner Denkmale, Halle, (1825), Altmärkischen Verein für Vaterländische Geschichte und Industrie, Salzwedel, (1840), Historischen Verein für Niedersachsen, Hannover, 1843; Mitarbeit bei: Theologische Annalen und Nachrichten, Fiedlers Pastoralzeitung der Geistlichkeit in der Provinz Sachsen, Rhenius kirchliche Monatsschrift für die Provinz Sachsen, Neuhaldensleber Wochenblatt.

## Leben
Nach dem Unterricht im Katechismus und Lesen besuchte Behrends die Neuhaldensleber Stadtschule. Nach seiner Konfirmation Ostern 1787 entschloss er sich zum Studium der Theologie. Der Erwerb von Kenntnissen in den alten Sprachen Latein, Griechisch und Hebräisch schuf dafür gute Voraussetzungen. Daneben wurde bei Behrends bereits in dieser Zeit das Interesse für die Heimatgeschichte wach.
Eine Erbschaft des Frankfurter Onkels Philipp Friedrich Behrends bildete die materielle Voraussetzung, mit deren Hilfe Behrends 1792 das Studium in Halle an der Saale begann. Zu seinen Lehrern zählten der Historiker Georg Christian Knapp wie auch der praktische Theologe August Hermann Niemeyer. Neben der Philosophie widmete er sich naturkundlichen Vorlesungen, besonders denen des Weltumseglers Johann Reinhold Forster.
Mit Kommilitonen bildete er ein theologisches Kränzchen, gleichsam einen Diskussionskreis. Von den auch damals in Halle aufflackernden Studentenunruhen, - in Kreuzfeuer geratene Professoren wurden, nachdem man ihnen die Fenster eingeworfen hatte, aus der Stadt vertrieben – hielt Behrends sich fern. Lieber unternahm er ausgedehnte Wanderungen während der Studienzeit und darüber hinaus. Die weiteste Reise seines Lebens führte in den Thüringer Wald.
1795 bestand er vor dem Magdeburger Konsistorium sein Examen „mit Beifall“ und hielt im Dom seine Prüfungspredigt. Vermittels persönlicher Beziehungen übernahm er 1796 das Amt des Rektors und ersten Lehrers in der Stadtschule Oebisfelde. Dort leitete er Schulreformen ein und gestaltete die Schule zu einer Bürgerschule um mit jährlichem Examen. Daneben veröffentlichte er eine Beschreibung und Geschichte des Amtsbezirkes von Oebisfelde.
1800 erwarb Behrends vermittels seines Gönners, des Walbecker Preußischen Kriegsrates die erste Pfarrstelle in Volkmarsdorf westlich von Oebisfelde und heiratete die Wegenstedter Pastorentochter Sophia Dransfeld. In Volkmarsdorf wurde Wilhelm Leopold Behrends geboren, der spätere Rittergutsverwalter in Flechtingen. Behrends wurde Vater von insgesamt vier Söhnen und zwei Töchtern.
Behrends verpachtete den größten Teil seiner Flächen und beschränkte seine gärtnerischen Aktivitäten auf die Baumzucht. Ich – erinnert er sich –„überließ die desfallsigen Besorgungen größtenteils meiner Frau, die sich auch der Sache mit vielem Eifer unterzog.“
Dagegen ließ Behrends das Volkmarsdorfer Kirchgebäude renovieren „welches noch im ächten Geschmacke der frühern Jahrhunderte dastand, das Nöthige zu bauen und zu bessern, ohne dem Antiken zu schaden“. Ebenso galt richtete er sein Augenmerk auf das Volkmarsdorfer Schulwesen.
1806 wurde Behrends in die Pfarrstelle Nordgermersleben mit Tundersleben und Klein Rottmersleben berufen. Wegen der Napoleonischen Kriegswirren konnte er dann 1807 nach Nordgermersleben ziehen.
1809 ließ er sich die Kirche renovieren und widmete sich dem Schulbetrieb, teilte die immer enger werdende Klasse in zwei auf. Und sorgte für neue Schulbücher.
Die Kirchenfinanzen ließ er von der Kirchgemeinde mitverwalten und richtete das Amt eines Rechnungsführers ein, das die Hofwirte des Ortes wechselnd bekleideten.
Behrends widmete sich der Einrichtung und Pflege eines Pfarrarchivs. Er sammelte Akten und Dokumente.
1812 führte die Rückkehr der napoleonischen Truppen zu neuer Kriegsnot. Die Militärstraße von Braunschweig nach Magdeburg verlief unmittelbar durch Tundersleben. Truppenteile aller Nationen zogen hindurch. In Bornstedt wurde ein Heerlager eingerichtet, die Orte ringsum zu Kontributionen herangezogen. So auch Nordgermersleben und Behrends erinnert sich: Ein französischer „Unteroffizier setzte mir einst, da ich seine übertriebenen Forderungen zurückweisen mußte, wüthend selbst den Degen auf die Brust“. Mit der Niederlage des französischen Heeres in Russland und seinem Rückzug 1813 wurde 1816 in Nordgermersleben ein Sieges- und Friedensfest gefeiert. Eine Siegestafel und eine Fahne wurden zu diesem Fest angefertigt.
Behrends gründete einen Predigerverein zum Meinungsaustausch der benachbarten Amtskollegen sowie eine theologische Lesegesellschaft und wurde Mitglied verschiedener Geschichtsvereine. Zugleich verfasste er Beiträge für einer Reihe kirchlicher Zeitschriften.
Die damals umstrittene preußische Kirchenunion 1820 der lutherischen und reformierten Kirche wurde in Nordgermersleben von Behrends lebhaft begrüßt. Er griff 1823 mit der Schrift Über den Ursprung, den Inhalt u. die allg. Einführung der neuen Kirchen-Agende in den aufflammenden Agendenstreit ein, die Wohlwollen am Hofe auslöste und eine Belohnung in Gestalt der Zusage einer Freistelle für seinen Sohn Franz Eduard am Pädagogium Unserer Lieben Frauen in Magdeburg zur Folge hatte sowie die Verleihung des Königlich Preußischen allgemeinen Ehrenzeichens erster Klasse.
1824 und 1826 erfolgte die Herausgabe Behrend's wichtigsten und umfangreichsten Werkes, der zweibändigen Neuhaldenslebischen Kreischronik. Der König förderte diese durch Erwerb von 100 Exemplaren und deren Verteilung in den Schulen. Auch der Magistrat von Neuhaldensleben erzeigt sich zustimmend und ernennt Behrends zum Ehrenbürger der Stadt.
Behrends verfasste des Weiteren eine Beschreibung des Heiligen Landes sowie eine Gottesdienstordnung. Auch hierfür erhielt er vom preußischen Hof eine goldene Medaille.
Seit den 1820er Jahren pflegt Behrends Kontakt auch zur Nachbarstadt Helmstedt. Über 30 Jahre unternimmt er Badebesuche im dortigen Gesundbrunnen, die ihm so wohl tun, dass er „in dieser Zeit weder Doktor noch Apotheker nöthig hatte.“
1832 besuchte er Helmstedt und untersuchte die Urkunden und Altertümer der Stadt und des Ludgeri-Klosters. Der Hl. Ludgerus galt regional als der erste christliche Missionar. Behrends zufolge taufte Ludgerus an der Helmstedter Quelle. In dieser Gewissheit gründete er 1840 in Nordgermersleben den Ludgeri-Verein mit dem Ziel der Errichtung eines Denkmales. 1845 konnte mit vielfältiger Unterstützung das große metallene Kreuz an der Ludgeriquelle in Helmstedt errichtet werden. Es trägt die Inschrift: Hier taufte der Heilige Ludgerus im Jahre 798. Sowohl im evangelischen wie im katholischen Bereich fand dieser Schritt Widerhall.
1846 feierte Behrends sein 50-jähriges Amtsjubiläum. Er beschloss seinen Dienst und übergab das Pfarramt seinem Sohn Franz Eduard, dem Pfarrer von Dönstedt.
1852 verließ er Nordgermersleben zusammen mit der Tochter und ließ sich in Dorf Alvensleben als Altsitzer nieder, wo er am 27. Oktober 1854 im Alter von 81 Jahren „an der Altersschwäche“, verstarb. Am 30. Oktober wurde er in Nordgermersleben beigesetzt.

## Werke
- Beschreibung und Geschichte des Amtsbezirks von Öbisfelde, Königslutter 1798; Digitalisat
- Geschichte der Stadt Neuhaldensleben, Königslutter 1802;
- 1802; Beschreibung und Geschichte der Kirchenkantone Alvensleben, Eichenbarleben und Erxleben, Calvörde, Oebisfelde, Mieste und Walbeck, Neuhaldensleben und Groß Ammensleben
- Chronik oder Zeitgeschichte des ehemal. Cistercienser-Klosters Althaldensleben, Zerbst 1811;
- Über den Ursprung, den Inhalt u. die allg. Einführung der neuen Kirchen-Agende für die Hof- u. Domkirche zu Berlin, v. einem evang. Prediger, Magdeburg 1823;
- Neuhaldenslebische Kreis-Chronik oder Geschichte aller Örter des landräthlichen Kreises Neuhaldensleben im Magdeburgischen, aus archivalischen Quellen bearb. v. P.W. ~, Pastor zu Nordgermersleben. Erster Theil. Die Gesch. der Stadt Neuhald. u. des ehemaligen Klosters Althald. Neuhaldensleben 1824
- Neuhaldenslebische Kreis-Chronik oder Geschichte alle Örter des landräthlichen Kreises Neuhaldensleben… Zweiter Theil. Die Gesch. der Klöster Hillersleben u. Marienborn, der Burge Hundisburg, Alvensleben, Altenhausen, Erxleben u. Bartensleben, Sommersburg, Ummendorf, Hötensleben u. Harbke, auch der andern Rittergüter, Dörfer, Kirchen, Pfarreien u. sonstigen Denkwürdigkeiten des Kreises, Neuhaldensleben 1826;
  - Reprint I-II 2004
- Kurze Beschreibung des heiligen Landes, Helmstedt 1829;
- Allgemeine altchristlich evangelische Kirchen-Agende für Pfarrgeistliche … auf der Grundlage der Preußischen, zur Anregung ähnlicher kirchlicher Formen im Herzogthume Braunschweig u. in … Deutschland, Helmstedt 1832
- (anonym): Die heiligen drei Könige oder die Sternweisen aus dem Morgenlande, Helmstedt 1833;
- „Mittheilungen des Thüringisch-Sächsischen Alterthumsvereins“, Halle:
Liber bonorum monasterii S. Liudgeri Helmonstadensis, m. historisch-topographischen Bemerkungen, 1834;
- Diplomatarium monasterii Sancti Liudgeri prope Helmstede. Erste Abth. Die Urkunden des XII. u. XIII. Jahrhunderts. 1836;
- Nachtrag zum Diplomatarium. 1836;
- Zweite Abth. Urkunden des XIV. Jahrhunderts, 1837;
- Dritte Abth. Urkunden des XV. Jahrhunderts, 1839
- „Braunschweigisches Magazin“:
Geschichte des ehemaligen Kaiserlichen unmittelbaren freien u. exempten Benedictiner Mannsklosters St. Ludgeri vor Helmstedt, aus urkundlichen Quellen verfaßt.
- - Erste Abteilung. Die ältere Zeit bis 887, 1837 St. 38-40
- - Zweite Abteilung. Die Zeit des beginnenden Mittelalters, 887-1160, 1842, Nr. 9–14
- - Dritte Abteilung. Die Zeit der Höhe des Mittelalters 1160-1436, 1846, Nr. 38–49;
- - Leben des heiligen Ludgerus, Apostels der Sachsen u. Gesch. des ehemaligen kaiserlichen u. freien Reichsklosters St. Ludgeri zu Helmstedt, aus archivalischen Quellen bearb. m. Abb. des alten Kloster- u. Stadtsiegels u. hist. Umschlag, Neuhaldensleben, 1843;
- Die Feier des fünfzigjährigen Amtsjubiläums d. evang. Pfarrers P.W. ~ zu Nordgermersleben … nebst Zugabe einer kleinen Kirchen-Chronik der Parochie Ndg., Verz. d. Schriften des Jubilars, Schlußanhang über die Betheiligung desselben bei der Einführung d. kirchlichen Union u. Agende in den Königl. - Preußischen Landen. Neuhaldensleben 1846;
- Geschichte der aus Kalvörde stammenden Familie ~, Neuhaldensleben 1848;

- Bibliografie in: Die Feier des fünfzigjährigen Amts-Jubiläums des ev. Pfarrers P.W. ~, Neuhaldensleben 1846, S. 87–92